# GayVN Awards 2008
I premi della 10ª edizione dei GayVN Awards, premi dedicati alla pornografia gay, sono stati consegnati il 16 febbraio 2008. La cerimonia, presentata da Derek Hartley e Romaine Patterson con la collaborazione di Lady Bunny, ha avuto luogo al Castro Theatre di San Francisco.

## Vincitori e candidati
I vincitori sono indicati in grassetto

### Best Actor
- Jake Deckard - Grunts (Raging Stallion)
- Dean Flynn - BarnStorm (Titan Media)
- Roman Heart - Basic Plumbing 3 (Falcon)
- Josh Vaughn - Bottom of the 9th: Little Big League 3 (All Worlds Video)
- Michael Lucas - Gigolo (Lucas Entertainment)
- Vinnie D'Angelo - Gunnery Sgt. McCool (Titan Media)
- Erik Rhodes - The Ivy League (Falcon)
- Dean Phoenix - On Fire! (Jet Set Men)
- Jason Ridge - A Rising Star (Ridgeline Films)
- Tiger Tyson - Tiger's Eiffel Tower: Paris is Mine! (Pitbull Productions)

### Best Actor - Foreign Release
- Jean Franko - The Men I Wanted (Lucas Kazan Productions)
- Ricardo Onca - Amazonia: Capture & Release (Athletic Model Guild/AMG)
- Tim Hamilton - Knockout (Falcon International)
- Francisco Rey - Santo Domingo (Collin O'Neal's World of Men)

### Best All-Sex Video
- Link: The Evolution (All Worlds Video)
- Communion (Hot House Entertainment)
- The Crave (French Connection)
- H2O (Titan Media)
- Just Add Water (Jet Set Men)
- Naked Muscles: The New Breed (Colt Studio)

### Best Alternative Release
- Naked Boys Singing! (TLA Releasing)
- Buckback Mountain (Buck Angel Entertainment)
- Cubbyholes: Trans Men in Action (Trannywood)

### Best Amateur Video
- ChaosMen Edge Series Vol. 1 (ChaosMen)
- Alumni Weekend 5: Australia (Fratmen)
- Dirk Yates College Cocks (All Worlds Video)
- Faster! Faster! Fuck Me Harder! (Raging Stallion)
- Vegas or Bust (Sin City Twinks)

### Best Art Direction
- Link: The Evolution (All Worlds Video)
- Beach House Diaries (Men of Odyssey)
- Gigolo (Lucas Entertainment)
- Grunts (Raging Stallion)
- H20 (Titan Media)
- Hunger (Black Scorpion)
- The Ivy League (Falcon)

### Best Bisexual Video
- Bi Accident (Devil's Film)
- The Bi Apple (Adam & Eve)
- Naughty Bi Nature 5 (Macho Man)

### Best Box Cover Concept
- Passio (Dark Alley Media)
- Grunts (Raging Stallion)
- The Intern (Lucas Entertainment)
- Link: The Evolution (All Worlds Video)
- On Fire! (Jet Set Men)

### Best Classic Gay DVD
- Falcon Studios 35th Anniversary Limited Edition (Falcon)
- American Cream: America, Sex & Desire (Bijou Video)
- Frat Pack (HIS Video)
- The Idol (Bijou Video)
- Story Film Classics: Slave Market (Athletic Model Guild/AMG Brasil)

### Best Director
- Chris Ward - Mirage (Raging Stallion)
- Dennis Bell - Amazonia: Capture & Release (Athletic Model Guild/AMG)
- Doug Jeffries - Bottom of the 9th: Little Big League 3 (All Worlds Video)
- Steven Scarborough - Communion (Hot House Entertainment)
- Michael Lucas e Tony Dimarco - Gigolo (Lucas Entertainment)
- Chris Ward e Ben Leon - Grunts (Raging Stallion)
- Brian Mills - H20 (Titan Media)
- Chi Chi LaRue - Link: The Evolution (All Worlds Video)
- Ted McIntyre e Doug Knight - Lord of the Boyz (Hyde Park Productions)
- Lucas Kazan - The Men I Wanted (Lucas Kazan Productions)
- Kristen Bjorn - Rocks & Hard Places (Kristen Bjorn)

### Best DVD Extras / Special Edition
- Grunts (Raging Stallion)
- Big Rig: Extended Cab Premium Edition (Buckshot Productions)
- Bottom of the 9th: Little Big League 3 (All Worlds Video)
- Gigolo (Lucas Entertainment)
- Link: The Evolution (All Worlds Video)
- Tiger's Eiffel Tower: Paris is Mine! (Pitbull Productions)

### Best Editing
- Chris Ward e Ben Leon - Grunts (Raging Stallion)
- Jim Wigler - Communion (Hot House Entertainment)
- Leif Gobo - Endless Crush (Falcon)
- Bel Ami - Graffiti (Bel Ami)
- James Sheridan - Gunnery Sgt. McCool (Titan Media)
- Mr. Pam - Hunger (Black Scorpion)
- Egisto Mastroianni - The Men I Wanted (Lucas Kazan Productions)

### Best Ethnic-Themed Video
- Tiger Tyson's Eiffel Tower: Paris is Mine! (Pitbull Productions)
- Arabian Tales 1-2 (Alexander Pictures)
- Just Pure Sex (Alpha Dawgs Productions)
- Queens Plaza Pickup 2 (Real Urban Men / Latino Fan Club)
- Spilling the Tea (Kats Entertainment)
- You Know What I Did Last Summer 2 (B.C. Productions)

### Best Ethnic-Themed Video - Latin
- Amazonia: Capture (Athletic Model Guild/AMG Brasil)
- Amazonia: Release (Athletic Model Guild/AMG Brasil)
- Lucas' Birthday (Oh Man!)
- Santo Domingo (Collin O'Neal's World of Men)
- Sao Paulo (Collin O'Neal Productions/Raging Stallion)
- Spanish Playhouse 1-2 (Alexander Pictures)

### Best Foreign Release
- Knockout (Falcon International)
- Amazonia: Capture & Release (Athletic Model Guild/AMG Brasil)
- College Cocks 2 (High Octane)
- The Crave (French Connection)
- Jungle Cruisers 2 (Alexander Pictures)
- Lord of Milking (Oh Man!)
- Mating Season (Bel Ami)
- The Men I Wanted (Lucas Kazan Productions)
- Night Eyes (Bubble B Entertainment)
- Rocks & Hard Places (Kristen Bjorn)

### Best Group Scene
- Link: The Evolution (All Worlds Video) - Steve Cruz, Johnny Hazzard, Joe Strong, Matt Majors, Brendan Davies
- Barnstorm (Titan Media) - Dean Flynn, Allen Silver, Jesse Santana, Justin Riddick, Andrew Justice
- Bottom of the 9th: Little Big League 3 (All Worlds Video) - Josh Vaughn, Cameron Marshall, Lex Sabre, T.J. Young, Jesse Santana, Guy Parker, Dallas Reeves, Derek Rivero, Blair Mason, Jeremy Hall
- Communion (Hot House Entertainment) - C.J. Knight, Max Schutler, Nickolay Petrov, Marko Hansom
- Dare (Falcon) - Matthew Rush, Roman Heart, Mason Wyler, Dallas Reeves, Tyler Saint, Eric Blaine
- Fisting Underground 3 (Dark Alley Media) - Danny Fox, Violator, Aaron King, Adam Faust, Dimitrius, Lee Heyford, Tim Kruger, Aaron Summers, Tommy Rawlins
- Fraternity Gang Bang 2 (Jet Set Men) - Jesse Santana, Sebastian Young, Tyler Saint, Sebastian Rivers, Johnny Donovan, Jason Crew, Brant Moore
- In Too Deep (Studio 2000) - Nick Marino, Tristan Mathews, Mario Ortiz, Dominik Rider, Lex Sabre, Park Wiley, Bobby Williams
- Mirage (Raging Stallion) - Huessein, Steve Cruz, Max Schutler, Justin Christopher, Dominic Pacifico, Tommy Blade, Rambo

### Best Leather Video
- Folsom Leather (Titan Media)
- Communion (Hot House Entertainment)
- Gaytanamo (Dark Alley Media)
- Instinct (Raging Stallion)
- Link: The Evolution (All Worlds Video)

### Best Make-Up Artist
- Seth Stone - On Fire! (Jet Set Men)
- Marc Francois - Communion (Hot House Entertainment)
- Michael Lucas - Gigolo (Lucas Entertainment)
- K.J. Bennett - The Intern (Lucas Entertainment)
- Monique Anastasia - Oliver Twink (PZP Productions)

### Best Music
- Red Shag - Link: The Evolution (All Worlds Video)
- Gianfranco - The F Word (Jet Set Men)
- Nekked - Gigolo (Lucas Entertainment)
- J.D. Slater - Grunts (Raging Stallion)
- Nekked - The Intern (Lucas Entertainment)

### Best Newcomer
- Blake Riley
- Christian Cruz
- Dean Flynn
- D.O.
- Eddie Diaz
- Jesse Santana
- Josh Vaughn
- Kaden Saylor
- Ricardo Onca
- Rick Van Sant
- Steve Cruz
- Tommy Lima

### Best Non-Sexual Performance
- Joe Shepard - The Intern (Lucas Entertainment)
- Sharon Kane - Bottom of the 9th: Little Big League 3 (All Worlds Video)
- Lou Cass - Dare (Falcon)
- Ryan Block - Hungry4Sex 2 (Gino Pictures)
- Alex Skye - White Chocolate (B.C. Productions)

### Best Oral Scene
- Mating Season (Bel Ami) - Joey Amis
- Click (Rascal Video) - Derek Rivero e Jorden Michaels
- The Intern (Lucas Entertainment) - Christian Cruz e Ben Andrews
- Love of the Dick 6: Making it Last (Pitbull Productions) - Carlos Morales e Supreme
- Mirage (Raging Stallion) - Rodney Steele, Logan Robbins, Trojan Rock, Dean Flynn, Riley Scott, Ryann Wood
- The Road to Redneck Hollow (Titan Media) - Rodney Steele e Logan Robbins
- Trunks 4: White Heat (Hot House) - Francesco D'Macho e C.J. Madison

### Best Overall Marketing Campaign
- Link: The Evolution (All Worlds Video)
- Amazonia: Capture & Release (Athletic Model Guild)
- Beach House Diaries (Men of Odyssey)
- Dare (Falcon)
- Falcon Studios 35th Anniversary Limited Edition (Falcon)
- Gigolo (Lucas Entertainment)
- The Intern (Lucas Entertainment)
- On Fire! (Jet Set Men)

### Best Packaging
- Link: The Evolution (All Worlds Video)
- Big Rig: Extended Cab Premium Edition (Buckshot Productions)
- Bottom of the 9th: Little Big League 3 (All Worlds Video)
- Fear (Titan Media)
- Gigolo (Lucas Entertainment)
- Ink Storm (Raging Stallion)
- The Intern (Lucas Entertainment)
- On Fire! (Jet Set Men)
- Passio (Dark Alley Media)
- A Rising Star (Ridgeline Films)
- Sun Soaked (Rascal Video)

### Best Picture
- Grunts (Raging Stallion)
- Communion (Hot House Entertainment)
- Endless Crush (Falcon)
- Gigolo (Lucas Entertainment)
- Gunnery Sgt. McCool (Titan Media)
- H20 (Titan Media)
- Just Add Water (Jet Set Men)
- Link: The Evolution (All Worlds Video)
- The Men I Wanted (Lucas Kazan Productions)
- Mirage (Raging Stallion)
- Rocks & Hard Places (Kristen Bjorn)
- Tiger's Eiffel Tower: Paris Is Mine! (Pitbull Productions)

### Best Pro/Am Release
- Edinburgh (Collin O'Neal's World of Men)
- Army Strong Arm (Dirty Bird Pictures)
- Auditions 18: Florida Part 1 (Lucas Entertainment)
- Oliver Twink (PZP Productions)
- RoadTrip Vol. 1 Russian River (Falcon)
- Twink Dreams (Hyde Park Productions)
- Vegas or Bust (Sin City Twinks)

### Best Renting Title of 2007
- The Intern (Lucas Entertainment)

### Best Screenplay
- Jerry Douglas - Brotherhood (Buckshot Productions)
- Doug Jeffries - Bottom of the 9th: Little Big League 3 (All Worlds Video)
- Jett Blakk - Dare (Falcon)
- Andrew Rosen - The F Word (Jet Set Men)
- Matthias von Fistenberg - Gaytanamo (Dark Alley Media)
- Tony Dimarco - Gigolo (Lucas Entertainment)
- Chris Ward e Ben leon - Grunts (Raging Stallion)
- Tony Dimarco - The Intern (Lucas Entertainment)
- Jett Blakk - Unspeakable (Oh Man!)

### Best Sex Comedy
- The Intern (Lucas Entertainment)
- Bottom of the 9th: Little Big League 3 (All Worlds Video)
- Campus Pizza (Titan Media)
- Cock Tease (Jet Set Men)
- Grindass House (Dirty Bird Pictures)
- Oliver Twink (PZP Productions)

### Best Sex Scene
- Grunts (Raging Stallion) - Ricky Sinz e Roman Ragazzi
- Amazonia: Capture & Release (AMG) - Ricardo Onca e Alex Tentor
- Beach House Diaries (Men of Odyssey) - Jesse Santana e Barrett Long
- Communion (Hot House Entertainment) - Francesco D'Macho e Jason Ridge
- Endless Crush (Falcon) - Aden Jaric e Jordan Jaric
- Hungry4Sex 2 (Gino Pictures) - Eric Hung e Robert Van Damme
- The Intern (Lucas Entertainment) - Zack Randall e Jimmy Trips
- Just Add Water (Jet Set Men) - Tyler Saint e Mason Wyler
- Link: The Evolution (Channel 1 Releasing) - Ken Browning e Lex Sabre
- Mirage (Raging Stallion) - Huessein e Steve Cruz
- Naked Muscles: The New Breed (Colt Studio) - Tom Chase e Carlo Masi
- A Rising Star (Ridgeline Films) - Roman Heart e Jason Ridge

### Best Solo Performance
- Grunts (Raging Stallion) - Ricky Sinz
- H2O (Titan Media) - Damien Crosse
- Link: The Evolution (All Worlds Video) - Lex Sabre
- Minute Man 30: Tough (Colt Studio) - Mitch Branson
- Sun Soaked (Rascal Video) - Johnny Castle
- Tough Stuff (Hot House Entertainment) - Vinnie D'Angelo

### Best Solo Video
- Minute Man 29: Built (Colt Studio)
- Alumni Weekend 5: Australia (Fratmen)
- An American Sailor (Active Duty Productions)
- Bel Ami XL Files Part 5 (Bel Ami)
- Citi Boyz 46: Up and Cummin (Citiboyz)

### Best Specialty Release
- Executive Pleasures 1 (MenAtPlay.com)
- Active Duty Live Christmas (Active Duty Productions)
- Buckback Mountain (Buck Angel Entertainment)
- College Invasion: Male (Shane's World)
- Edge Series Vol. 1 (Chaos Men)
- Fear (Titan Media)
- Fratmen: On the Mat (Fratmen)
- Ink Storm (Raging Stallion)

### Best Specialty Release - Bear
- When Bears Attack (Rascal Video)
- Bear Xing (CyberBears)
- Bears in Heat (Bear Films)
- Cabin Fever (Bear)
- Centurion Muscle IV: Erotikus (Raging Stallion)
- Real Men 14: Rugged (French Connection)

### Best Specialty Release - Extreme
- Fear (Titan Media)
- Fist and Shout (Raging Stallion)
- Fisting Underground 1-3 (Dark Alley Media)
- Gaytanamo (Dark Alley Media)
- Knuckle Sandwich (Club Inferno)

### Best Specialty Release - 18-23
- Rebel (Bel Ami)
- Lord of the Boyz (Hyde Park Productions)
- Oliver Twink (PZP Productions)
- Summer Cruising (Ayor Studios)
- Twink Dreams (Hyde Park Productions)
- Vegas or Bust (Sin City Twinks)

### Best Still Photographer
- Kent Taylor e Geof Teague - Grunts (Raging Stallion)
- Tony Dimarco - The Intern (Lucas Entertainment)
- Matthias von Fistenberg - Passio (Dark Alley Media)
- Greg Lenzman - Rush (Unzipped Video)
- Ted Buell - Vanished (Falcon)

### Best Supporting Actor(ex aequo)
- Ricky Sinz - Grunts (Raging Stallion)
- Christian Cruz - The Intern (Lucas Entertainment)
- Andrew Justice - Barnstorm (Titan Media)
- Jeremy Hall - Bottom of the 9th: Little Big League 3 (All Worlds Video)
- Brad Star - Cock Tease (Jet Set Men)
- Ray Star - Gigolo (Lucas Entertainment)
- Jason Ridge - Gunnery Sgt. McCool (Titan Media)
- Jesse Santana - On Fire! (Jet Set Men)
- Roman Heart - A Rising Star (Ridgeline Films)

### Best Threesome
- Just Add Water (Jet Set Men) - Jesse Santana, Nickolay Petrov, Jason White
- Brotherhood (Buckshot) - Justin Burkshire, Kurt Wild, Jorden Michaels
- Communion (Hot House) - Vinnie D'Angelo, Steve Cruz, Matt Cole
- Folsom Leather (Titan Media) - François Sagat, Rick van Sant, Brendon Davies
- Forced Entry (Falcon) - Rod Barry, Dean Monroe, Ricky Martinez
- Gunnery Sgt. McCool (Titan Media) - Brandon Monroe, Scott Tanner, Justin Burkshire
- Link: The Evolution (All Worlds) - Tyler Riggz, Blake Nolan, Cole Ryan
- Rocks & Hard Places (Kristen Bjorn) - Marco Hansom, Tomas Sebastiani, Tibor Cernan
- Trouser Trout (Raging Stallion) - Antonio Biaggi, Bo Matthews, Luke Hass
- Vanished (Falcon) - Jake Dakota, Andrew Justice, Tyler Saint

### Best Videographer
- Brian Mills e Paul Wilde - Fear (Titan Media)
- Dennis Bell - Amazonia: Capture & Release (Athletic Model Guild)
- Richard Board - Communion (Hot House Entertainment)
- Leif Gobo - Endless Crush (Falcon)
- Tony Dimarco e Mr. Pam - Gigolo (Lucas Entertainment)
- Ben Leon - Grunts (Raging Stallion)
- Brian Mills e Paul Wilde - H2O (Titan Media)
- Max Phillips - Hawai'i (Colt Studio)
- Hue Wilde e Brad Austin - Link: The Evolution (All Worlds Video)
- Leonardo Rossi - The Men I Wanted (Lucas Kazan Productions)
- Ben Leon - Mirage (Raging Stallion)
- Kristen Bjorn - Rocks & Hard Places (Kristen Bjorn)

### Performer of the Year
- Jake Deckard
- Erik Rhodes
- Francesco D'Macho
- Jason Ridge
- Jesse Santana
- Michael Lucas
- Roman Ragazzi
- Steve Cruz
- Tiger Tyson
- Tommy Blade
- Tory Mason
- Tyler Saint

### Special Achievement Award
- Tim Valenti

### Hall of Fame
- Paul Barresi
- Rod Barry
- Terry LeGrand
- Greg Lenzman
- Lucas Kazan
- David McCabe
- Tiger Tyson